# 雷德伍德福尔斯 (明尼苏达州)
雷德伍德福爾斯（英語：Redwood Falls）是一個位於美國明尼蘇達州雷德伍德縣及倫維爾縣的都市。根據2010年美國人口普查，該地共人口5254人，而該地的面積約為13.94平方千米。同時該地也是雷德伍德縣的縣治。

## 地理
雷德伍德福爾斯的座標為44°32′36″N 95°06′33″W / 44.54333°N 95.10917°W，而該地的平均海拔高度為317米（即1040英尺）。